# Тихий проїзд (Житомир)
Тихий проїзд — проїзд в Корольовському районі міста Житомира. 

## Характеристики
Знаходиться на Путятинці. Бере початок з вулиці Івана Мазепи. Г-подібний на плані. Прямує на північний схід, затим повертає на північний захід. Завершується виходом до вулиці Корольова. Забудова провулка представлена житловими будинками садибного типу.

## Історія
Початок проїзду (будинки №№ 2,3,4) являє собою збережену ділянку Тюремного провулка, що починався від 1-го Госпітального провулка та сформувався до кінця ХІХ століття. Починаючи з повороту на північний захід формування проїзду та його забудова у напрямку Левківської вулиці (нині Корольова) відбувалися у 1950-х, 1960-х роках. Станом на 1968 рік провулок та його забудова сформовані. 